# البهالیل
البهالیل (به فرانسوی: Bhalil) یک منطقهٔ مسکونی در مراکش است که در Sefrou Province واقع شده‌است.
 البهالیل  ۱۱٬۶۳۸ نفر جمعیت دارد و ۹۸۲ متر بالاتر از سطح دریا واقع شده‌است.